# Kachna smaragdová
Kachna smaragdová, Anas platyrhynchos f. domestica je plemeno kachny domácí, vyznačující se černě zabarveným peřím s velmi výrazným smaragdovým leskem. Dalším typickým rysem tohoto plemene kachny je také kulatý ocas.
U kachny smaragdové není výrazný pohlavní dimorfismus – samec i samice si jsou na první pohled velmi podobní. Odlišují se ale tím, že samec je větší než samice. Dalším rozdílem mezi samcem a samicí je zabarvení kulatého zobáku: samec má zobák hnědozelený, oproti tomu u samice je část zobáku břidlicový a zbytek černý. Hlavním odlišovacím znakem samce od samice je tzv. kačírek – dva páry středních ocasních per stočených nahoru.
Kachna smaragdová dorůstá délky 40 – 50 cm, samice váží do 1 kg, samec může vážit až 1,2 kg. Tyto kachny se dožívají přibližně 10 – 12 let. Za rok samice snese až 30 vajec a po snesení 10 – 15 vajec na ně zasedne. Vejce mají světle až tmavě zelenou skořápku. Kachna smaragdová je dobrá matka – poctivě zahřívá vejce a vodí vylíhnutá mláďata, proto se často využívá jako náhradní matka jiných exotických druhů kachen. U tohoto plemene kachen převažuje hledisko okrasné nad užitkovostí.

## Rozšíření, potrava
Plemeno kachny smaragdové pochází z Ameriky, odkud bylo v 19. století dovezeno do Evropy, kde se postupem času rozšířilo. Tato menší okrasná kachna je pro svůj exotický vzhled často chována v zoologických zahradách.
Kachny smaragdové jsou velmi temperamentní, pohyblivé a létavé kachny. Pro jejich chov je důležitá větší vodní nádrž a svrchu krytý výběh. Krmivo kachny smaragdové tvoří obiloviny, zelené krmení a živočišná složka. Kachny smaragdové můžeme v České republice spatřit například v Zoo Brno, Zoo Olomouc či v Zoo Tábor.